# Räddningsstation Gävle
Räddningsstation Gävle är en av Svenska sjöräddningssällskapets räddningsstationer, vilken i sin nuvarande form grundades 2007. En tidigare räddningsstation fanns i Gävleområdet under perioden 1912–1957.

## Tidigare stationer i regionen
År 1912 inrättades en räddningsstation i Långsand av sjökapten R. W. Garberg, som också låg bakom räddningsstationen i Fågelsundet. När räddningsstationen i Gävle ännu inte tagits i bruk 1917, fanns det önskemål att flytta stationen till Bönan, men Uppsala läns landsting motsatte det, med argumentet att det anslagit 2 000 kronor för att stationen skulle vara kvar i länet. År 1918 flyttades trots detta stationen till Skutskär, och  1930 vidare till Bönan.
Uppsyningsman under åren 1912–1956 var C.E. Sundbom. Dess däckade motorlivbåt Louise de Geer d.ä. räddade under dessa år 51 människoliv.
Samma år som Långsand (Älvkarleby), 1912, inrättade R.W. Garberg och Carl De Geer en räddningsstation i Fågelsundet (Hållnäs). Den 4 september 1912 sjösattes motorlivbåten R.W. Garberg, som var den första av sjöräddningssällskapets motorlivbåtar. Den var 13 meter lång och hade 2-cylindrig motor på 30 hk. Maxfarten var 8 knop. Befälhavare Sten Isberg och motorskötare Börje Isberg fick ansvaret att ta den nya båten till Norduppland. 
År 1946 omplacerades motorlivbåten R.W. Garberg till den nybildade stationen på Kållandsö, som dock redan 1952 fick en ny icke namngiven båt.
Räddningsstationen i Långsand lades ner 1957.

## Nuvarande räddningsstation
År 2006 tog Mathias Darmell och Tobias Augustusson initiativet till att inrätta räddningsstationen i Gävle. Denna grundades 2007. Den finns vid Gerdavarvet, dit stationen flyttade i maj 2015. Stationens inre bevakningsområde sträcker sig från Björns fyr i söder till Gåshällan/Axmar i norr.
Hösten 2009 blev stationen en miljöstation, i och med att de tilldelas ett miljösläp som har 200 meter högsjöläns samt absorberingsläns. 

## Räddningsfarkoster
- Rescue 12-23 Greta Dybeck av Victoriaklass, byggd 2008
- Rescue Magnhild Ekman av Gunnel Larssonklass, byggd 1998
- Miljöräddningssläp Gävle, byggt av Marine Alutech

## Tidigare räddningsfarkoster
- Rescue Thomas Stenberg, en ribbåt